# Herczeg Adrienn
Herczeg Adrienn (Balassagyarmat, 1978. október 26. –) magyar színésznő.

## Életútja
Középiskolás éveit Vácott töltötte. Majd jelentkezett a Színház- és Filmművészeti Egyetemre, ahová csak negyedszerre vették fel. 2004-ben végezte el a Színház- és Filmművészeti Egyetemet Hegedűs D. Géza osztályában. Közben a Miskolci Nemzeti Színházban stúdiós volt. Az egyetemi gyakorlati éveit a Pécsi Nemzeti Színházban töltötte és sikeres vizsgái után ott is kapott szerződést. Első szerepe a Három nővér Natasája volt. 2011–2017 között a Vígszínház tagja volt. 2015-től a Pesti Magyar Színiakadémia tanára. 2017-től szabadúszó.
Férje Urbán Tibor színész. Gyermekük Herczeg-Urbán Benő 2013-ban született.

## Fontosabb színpadi szerepei
- Natasa (Csehov: Három nővér)
- Rica-Maca (Zerkovitz Béla–Szilágyi László: Csókos asszony)
- Mrs. Sowerberry, a koporsókészítő felesége (Charles Dickens–Lionel Bart: Oliver!)
- Barbara DeMarco (Paul Portner: Hajmeresztő)
- Mari (Molnár Ferenc: Liliom)
- Egy törékeny idős hölgy; Molnárné, egy 50-es patikus (Németh Ákos: Autótolvajok)
- Mária, nemes hajadon, Olivia társalkodónője (William Shakespeare: Vízkereszt, vagy bánom is én)
- Idegenvezetőnő (Botho Strauß: Az idegenvezető)
- Flaminia, a herceg egyik tanácsosának lánya (Marivaux: Hűtlen hűség)
- Ernestina (John Fowles: A francia hadnagy szeretője)
- Mme Pontagnac (Georges Feydeau: A hülyéje)
- Helena Charles (John Osborne: Dühöngő ifjúság – Nézz vissza haraggal)
- Julcsa (Zágon István–Nóti Károly–Eisemann Mihály: Hippolyt, a lakáj)
- Stockmanné, Dr. Thomas Stockmann felesége (Arthur Miller: A nép ellensége)
- Toinette, szolgáló Arganéknál (Molière: A képzelt beteg)
- Elizabeth Proctor (Arthur Miller: Istenítélet)
- Kocsma Jenny (Kurt Weill–Bertolt Brecht: Koldusopera)
- Helene (Thomas Vinterberg–Mogens Rukov–Bo Hansen: Az ünnep)
- Asszony (Egressy Zoltán: Portugál)
- Jelizaveta, a kormányzó felesége (Lev Birinszkíj: Bolondok tánca)
- Erzsébet királyné (Shakespeare: III. Richárd)
- Zoe Trahanache (Ion Luca Caragiale: Az elveszett levél)
- Tündérke (Pintér Béla–Darvas Benedek: Parasztopera)
- Véronique Houlllié (Az öldöklés istene, rendezte: Bereczki Csilla)

## TV-film szerepei
- Ma este gyilkolunk (2024)
- …a szomszéd tehene (2024)
- Cella – Letöltendő élet (2023)
- A Király (2022)
- Pepe (2022–2023)
- A mi kis falunk (2021)
- Mellékhatás (2020–2023)
- FOMO – Megosztod, és uralkodsz (2019)
- Mintaapák (2019-2020)
- A tanár (2018)
- Korhatáros szerelem (2017)
- Presszó (2008)
- 9 és 1/2 randi (2008)
- S.O.S. szerelem! (2007)
- Lora (2007)
- Jóban rosszban (2006-2007)
- A mohácsi vész (2004)
- Playing God (2004)
- Tea (tv-sorozat, 2003)
- Szeret, nem szeret (tv-sorozat, 2002-2003)
- Limonádé (tv-sorozat, 2002)
- A hídember (2002)
- Kelj fel, komám, ne aludjál! (2002)

## Díjai, elismerései
- Nívó-díj (2007)
- Színikritikusok Díja – A legjobb női mellékszereplő (2007/2008)
- Szendrő-díj (2008)
- IX. Pécsi Országos Színházi Találkozó – A legjobb női főszereplő (2009)
- Városháza Emlékérem - Pécs Megyei Jogú Város (2009)
- Soós Imre-díj (2010)
- Megyei Prima Primissima-díj (2010)
- Nagyoroszi Község Díszpolgára (2022)[5]